# Copa de la CEI 2010
La Copa de la CEI 2010 es la 18.ª edición de este torneo de fútbol a nivel de clubes organizado por la Unión de Fútbol de Rusia y que contó con la participación de 16 equipos.
El FC Rubin Kazan de Rusia venció al FC Aktobe de Kazajistán en la final para ser campeón del torneo por primera vez.

## Participantes
| Equipo              | Clasificación                                                             | Apariciones |
| ------------------- | ------------------------------------------------------------------------- | ----------- |
| Rubin Kazan         | Campeón de la 2009 Russian Premier League                                 | 2           |
| FC Dynamo-2 Kiev    | Equipo filial del FC Dynamo Kiev                                          | 11          |
| Dnepr Mogilev       | 3.er lugar de la 2009 Belarusian Premier League                           | 2           |
| Ekranas Panevėžys   | Campeón de la 2009 A Lyga                                                 | 3           |
| Liepājas Metalurgs  | Campeón de la 2009 Latvian Higher League                                  | 2           |
| Levadia Tallinn     | Campeón de la 2009 Meistriliiga                                           | 7           |
| Dacia Chișinău      | 2.º lugar de la 2008–09 Moldovan National Division                        | 1           |
| Pyunik Yerevan      | Campeón de la 2009 Armenian Premier League                                | 8           |
| Baku                | Campeón de la 2008–09 Azerbaijan Premier League                           | 2           |
| Aktobe              | Campeón de la 2009 Kazakhstan Premier League                              | 5           |
| Bunyodkor Tashkent  | Campeón de la 2009 Uzbek League                                           | 1           |
| Vakhsh Qurghonteppa | Campeón de la 2009 Tajik League                                           | 3           |
| HTTU Aşgabat        | Campeón de la 2009 Ýokary Liga                                            | 3           |
| Dordoi-Dynamo Naryn | Campeón de la 2009 Kyrgyzstan League                                      | 6           |
| HJK Helsinki        | Campeón de la 2009 Veikkausliiga                                          | 1           |
| Russia XI           | Participante no oficial, no es elegible para avanzar de la fase de grupos | 2           |

## Fase de grupos

### Grupo A
| Equipo              | J | G | E | P | GF | GC | GD | Pts |
| ------------------- | - | - | - | - | -- | -- | -- | --- |
| Rubin Kazan         | 3 | 2 | 0 | 1 | 4  | 2  | +2 | 6   |
| Dnepr Mogilev       | 3 | 2 | 0 | 1 | 8  | 6  | +2 | 6   |
| Liepājas Metalurgs  | 3 | 1 | 1 | 1 | 5  | 5  | 0  | 4   |
| Dordoi-Dynamo Naryn | 3 | 0 | 1 | 2 | 2  | 6  | −4 | 1   |

| 16 de enero de 2010 | Rubin Kazan | 0 – 1 | Liepājas Metalurgs | Olympic Sport Complex, Moscú |                             |
|                     |             |       | Kuzņecovs 27'      | Árbitro(s): Vladimir Pettay  | Árbitro(s): Vladimir Pettay |

| 16 de enero de 2010 | Dnepr Mogilev                          | 3 – 1 | Dordoi-Dynamo Naryn | Dynamo Manage, Moscú           |                                |
|                     | Turlin 18' · Černych 26' · Lyasyuk 41' |       | Shikurin 48'        | Árbitro(s): Aleksandr Kolobaev | Árbitro(s): Aleksandr Kolobaev |

| 17 de enero de 2010 | Dordoi-Dynamo Naryn | 0 – 2 | Rubin Kazan               | Olympic Sport Complex, Moscú |                              |
|                     |                     |       | Dyadyun 26' · Mirzaev 75' | Árbitro(s): Vyacheslav Popov | Árbitro(s): Vyacheslav Popov |

| 17 de enero de 2010 | Dnepr Mogilev                                | 4 – 3 | Liepājas Metalurgs                                | Dynamo Manage, Moscú          |                               |
|                     | Lyasyuk 7' 66' · Černych 60' · Karpovich 89' |       | Rakels 39' · Kapaw 45' (a.g.) · Grebis 87' (pen.) | Árbitro(s): Stanislav Sukhina | Árbitro(s): Stanislav Sukhina |

| 19 de enero de 2010 | Rubin Kazan                    | 2 – 1 | Dnepr Mogilev | Olympic Sport Complex, Moscú |                            |
|                     | Kukharchuk 18' · Kotlyarov 48' |       | Lyasyuk 31'   | Árbitro(s): Sergei Karasev   | Árbitro(s): Sergei Karasev |

| 19 de enero de 2010 | Liepājas Metalurgs | 1 – 1 | Dordoi-Dynamo Naryn | Dynamo Manage, Moscú      |                           |
|                     | Kalns 23'          |       | Mysikov 83'         | Árbitro(s): Yuri Baskakov | Árbitro(s): Yuri Baskakov |

### Grupo B
| Equipo              | J | G | E | P | GF | GC | GD | Pts |
| ------------------- | - | - | - | - | -- | -- | -- | --- |
| Aktobe              | 3 | 2 | 0 | 1 | 4  | 1  | +3 | 6   |
| HJK Helsinki        | 3 | 1 | 2 | 0 | 2  | 1  | +1 | 5   |
| Baku                | 3 | 1 | 1 | 1 | 2  | 2  | 0  | 4   |
| Vakhsh Qurghonteppa | 3 | 0 | 1 | 2 | 1  | 5  | −4 | 1   |

| 16 de enero de 2010 | Aktobe | 0 – 1 | HJK Helsinki | Olympic Sport Complex, Moscú  |                               |
|                     |        |       | Santala 57'  | Árbitro(s): Vladimir Kazmenko | Árbitro(s): Vladimir Kazmenko |

| 16 de enero de 2010 | Vakhsh Qurghonteppa | 0 – 2 | Baku                         | Dynamo Manage, Moscú      |                           |
|                     |                     |       | Fábio Luís 40' · Ahmadov 52' | Árbitro(s): Almir Kayumov | Árbitro(s): Almir Kayumov |

| 17 de enero de 2010 | Baku | 0 – 0 | HJK Helsinki | Olympic Sport Complex, Moscú |  |
|                     |      |       |              | Árbitro(s): Ildus Biglov     |  |

| 17 de enero de 2010 | Aktobe                | 2 – 0 | Vakhsh Qurghonteppa | Dynamo Manage, Moscú         |                              |
|                     | Kenzhesariyev 39' 47' |       |                     | Árbitro(s): Aleksei Nikolaev | Árbitro(s): Aleksei Nikolaev |

| 19 de enero de 2010 | Aktobe                         | 2 – 0 | Baku | Olympic Sport Complex, Moscú |                            |
|                     | Golovskoy 24' · Averchenko 54' |       |      | Árbitro(s): Alexei Kovalev   | Árbitro(s): Alexei Kovalev |

| 19 de enero de 2010 | HJK Helsinki | 1 – 1 | Vakhsh Qurghonteppa | Dynamo Manage, Moscú     |                          |
|                     | Parikka 42'  |       | Usmonov 10'         | Árbitro(s): Eduard Malyi | Árbitro(s): Eduard Malyi |

### Grupo C

#### Tabla No Oficial
| Equipo           | J | G | E | P | GF | GC | GD | Pts |
| ---------------- | - | - | - | - | -- | -- | -- | --- |
| FC Dynamo-2 Kiev | 3 | 3 | 0 | 0 | 6  | 2  | +4 | 9   |
| Rusia XI         | 3 | 1 | 1 | 1 | 5  | 4  | +1 | 4   |
| HTTU Aşgabat     | 3 | 1 | 0 | 2 | 7  | 9  | −2 | 3   |
| Levadia Tallinn  | 3 | 0 | 1 | 2 | 2  | 5  | −3 | 1   |

#### Tabla Oficial
| Equipo           | J | G | E | P | GF | GC | GD | Pts |
| ---------------- | - | - | - | - | -- | -- | -- | --- |
| FC Dynamo-2 Kiev | 2 | 2 | 0 | 0 | 5  | 2  | +3 | 6   |
| HTTU Aşgabat     | 2 | 1 | 0 | 1 | 5  | 5  | 0  | 3   |
| Levadia Tallinn  | 2 | 0 | 0 | 2 | 1  | 4  | −3 | 0   |

| 16 de enero de 2010 | FC Dynamo-2 Kiev | 1 – 0 | Russia XI | Olympic Sport Complex, Moscú |                            |
|                     | Dopilka 60'      |       |           | Árbitro(s): Sergei Karasev   | Árbitro(s): Sergei Karasev |

| 16 de enero de 2010 | Levadia Tallinn | 1 – 3 | HTTU Aşgabat                                     | Dynamo Manage, Moscú       |                            |
|                     | Gussev 68'      |       | Şamyradow 2' (pen.) 52' (pen.) · Allanazarow 75' | Árbitro(s): Alexei Kovalev | Árbitro(s): Alexei Kovalev |

| 17 de enero de 2010 | Levadia Tallinn | 0 – 1 | FC Dynamo-2 Kiev | Olympic Sport Complex, Moscú     |                                  |
|                     |                 |       | Koval 9'         | Árbitro(s): Vyacheslav Kharlamov | Árbitro(s): Vyacheslav Kharlamov |

| 17 de enero de 2010 | HTTU Aşgabat                   | 2 – 4 | Rusia XI                                    | Dynamo Manage, Moscú         |                              |
|                     | Kuçerenkow 21' · Şamyradow 90' |       | Grigoryev 10' 50' · Sapeta 13' · Maslov 89' | Árbitro(s): Maksim Layushkin | Árbitro(s): Maksim Layushkin |

| 19 de enero de 2010 | HTTU Aşgabat              | 2 – 4 | FC Dynamo-2 Kiev                                      | Olympic Sport Complex, Moscú |                           |
|                     | Gazakow 17' · Söýünow 82' |       | Sakhnevych 5' · Novak 19' · Koval 80' · Morozenko 87' | Árbitro(s): Evgeny Turbin    | Árbitro(s): Evgeny Turbin |

| 19 de enero de 2010 | Rusia XI   | 1 – 1 | Levadia Tallinn | Dynamo Manage, Moscú        |                             |
|                     | Maslov 56' |       | Nahk 43' (pen.) | Árbitro(s): Vladimir Pettay | Árbitro(s): Vladimir Pettay |

### Grupo D
| Equipo             | J | G | E | P | GF | GC | GD | Pts |
| ------------------ | - | - | - | - | -- | -- | -- | --- |
| Bunyodkor Tashkent | 3 | 2 | 1 | 0 | 6  | 4  | +2 | 7   |
| Ekranas Panevėžys  | 3 | 1 | 2 | 0 | 4  | 2  | +2 | 5   |
| Dacia Chișinău     | 3 | 1 | 1 | 1 | 6  | 2  | +4 | 4   |
| Pyunik Yerevan     | 3 | 0 | 0 | 3 | 3  | 11 | −8 | 0   |

| 16 de enero de 2010 | Ekranas Panevėžys                | 2 – 0 | Pyunik Yerevan | Olympic Sport Complex, Moscú |                          |
|                     | Sasnauskas 29' · Galkevičius 58' |       |                | Árbitro(s): Eduard Malyi     | Árbitro(s): Eduard Malyi |

| 16 de enero de 2010 | Dacia Chișinău | 0 – 1 | Bunyodkor Tashkent | Dynamo Manage, Moscú          |                               |
|                     |                |       | Nasimov 86'        | Árbitro(s): Aleksandr Gvardis | Árbitro(s): Aleksandr Gvardis |

| 17 de enero de 2010 | Dacia Chișinău | 0 – 0 | Ekranas Panevėžys | Olympic Sport Complex, Moscú |  |
|                     |                |       |                   | Árbitro(s): Aleksei Eskov    |  |

| 17 de enero de 2010 | Pyunik Yerevan                | 2 – 3 | Bunyodkor Tashkent              | Dynamo Manage, Moscú             |                                  |
|                     | Panchenko 7' · Shchuchkin 61' |       | Nasimov 14' 83' · Raimqulov 34' | Árbitro(s): Vladislav Bezborodov | Árbitro(s): Vladislav Bezborodov |

| 19 de enero de 2010 | Pyunik Yerevan | 1 – 6 | Dacia Chișinău                                   | Olympic Sport Complex, Moscú |                           |
|                     | Egbeta 58'     |       | Bugaiov 17' 28' 78' 87' (pen.) 90' · Gorceac 36' | Árbitro(s): Almir Kayumov    | Árbitro(s): Almir Kayumov |

| 19 de enero de 2010 | Bunyodkor Tashkent | 2 – 2 | Ekranas Panevėžys            | Dynamo Manage, Moscú          |                               |
|                     | Nasimov 30' 34'    |       | Galkevičius 43' · Rimkus 73' | Árbitro(s): Vladimir Kazmenko | Árbitro(s): Vladimir Kazmenko |

## Fase Final

### Cuartos de final
| 20 de enero de 2010 | Bunyodkor Tashkent                             | 1 – 1 (2 – 4 p.)           | HTTU Aşgabat                                   | Olympic Sport Complex, Moscú  |                               |
|                     | Kuzin 72'                                      |                            | Şamyradow 45'                                  | Árbitro(s): Aleksandr Gvardis | Árbitro(s): Aleksandr Gvardis |
|                     |                                                | Tiros desde el punto penal |                                                |                               |                               |
|                     | Boydullayev · Yunusov · Khvostunov · Mandzukas |                            | Baýramow · Garajaýew · Allanazarow · Şamyradow |                               |                               |

| 20 de enero de 2010 | Aktobe                                          | 3 – 1 | Dnepr Mogilev | Olympic Sport Complex, Moscú     |                                  |
|                     | Essomba 14' · Golovskoy 20' · Kenzhesariyev 61' |       | Bychanok 25'  | Árbitro(s): Vladislav Bezborodov | Árbitro(s): Vladislav Bezborodov |

| 20 de enero de 2010 | FC Dynamo-2 Kiev | 0 – 1 | Ekranas Panevėžys | Olympic Sport Complex, Moscú |                              |
|                     |                  |       | Rimkus 90'        | Árbitro(s): Maksim Layushkin | Árbitro(s): Maksim Layushkin |

| 20 de enero de 2010 | Rubin Kazan              | 2 – 1 | HJK Helsinki | Olympic Sport Complex, Moscú |                              |
|                     | Mirzaev 11' · Yarkin 82' |       | Medo 52'     | Árbitro(s): Aleksei Nikolaev | Árbitro(s): Aleksei Nikolaev |

### Semifinales
| 22 de enero de 2010 | Aktobe                                | 3 – 0 | Ekranas Panevėžys | Olympic Sport Complex, Moscú   |                                |
|                     | Kenzhesariyev 55' 78' · Golovskoy 81' |       |                   | Árbitro(s): Aleksandr Kolobaev | Árbitro(s): Aleksandr Kolobaev |

| 22 de enero de 2010 | HTTU Aşgabat | 0 – 4 | Rubin Kazan                                               | Olympic Sport Complex, Moscú |                           |
|                     |              |       | Portnyagin 14' · Yarkin 28' · Afonin 35' · Kukharchuk 58' | Árbitro(s): Yuri Baskakov    | Árbitro(s): Yuri Baskakov |

### Final
| 24 de enero de 2010 | Rubin Kazan                                                           | 5 – 2 | Aktobe                          | Olympic Sport Complex, Moscú  |                               |
|                     | Portnyagin 4' 61' (pen.) · Zhestokov 40' · Yarkin 45' · Kotlyarov 86' |       | Essomba 12' · Kenzhesariyev 49' | Árbitro(s): Stanislav Sukhina | Árbitro(s): Stanislav Sukhina |

## Campeón
| Copa de la CEI 2010      |
| ------------------------ |
| Bandera de Rusia         |
| FC Rubin Kazan 1º Título |

## Máximos goleadores
| # | Futbolista           | Equipo             | Goles |
| - | -------------------- | ------------------ | ----- |
| 1 | Emil Kenzhesariyev   | Aktobe             | 6     |
| 2 | Bahodir Nasimov      | Bunyodkor Tashkent | 5     |
| 2 | Igor Bugaiov         | Dacia Chișinău     | 5     |
| 4 | Berdi Şamyradow      | HTTU Aşgabat       | 4     |
| 4 | Andrey Lyasyuk       | Dnepr Mogilev      | 4     |
| 6 | Igor Portnyagin      | Rubin Kazan        | 3     |
| 6 | Aleksandr Yarkin     | Rubin Kazan        | 3     |
| 6 | Konstantin Golovskoy | Aktobe             | 3     |